# 1319 en Angleterre
Chronologie de l'Angleterre
- 1315
- 1316
- 1317
- 1318
- 1319
- 1320
- 1321
- 1322
- 1323

Cette page concerne l'année 1319 du calendrier julien.

## Naissances en 1319
- 20 mars : Lawrence Hastings, 1er comte de Pembroke
- Date inconnue :
  - Jean de Bridlington, saint
  - Guy de Bryan, 1er Baron Bryan
  - William Dacre, 2e baron Dacre
  - Éléonore le Despenser, nonne
  - Robert Marney, politicien
  - Béatrice Mortimer, baronne Brewes
  - Walter Paveley, chevalier fondateur de la Jarretière

## Décès en 1319
- 18 octobre : William Montagu, 2e baron Montagu (en)
- 2 novembre : John Sandale, évêque de Winchester
- Date inconnue : 
  - John de Batesford, juge
  - Jordan Óge d'Exeter, chevalier